# Wasilij Mordwinow
Wasilij Konstantinowicz Mordwinow (ros. Василий Константинович Мордвинов, ur. 30 grudnia 1891?/11 stycznia 1892 w mieście Karkarały, zm. 29 lipca 1971 w Moskwie) – radziecki oficer, generał porucznik.
W latach 1940–1941 (sierpień 1940 – sierpień 1941) oraz w 1945 (marzec – sierpień 1945) pełniący obowiązki komendanta Wojskowej Akademii Sztabu Generalnego Sił Zbrojnych ZSRR.